# Musina, Veliko Tărnovo
Musina (în bulgară Мусина) este un sat în comuna Pavlikeni, regiunea Veliko Tărnovo,  Bulgaria. 

## Demografie
Componența etnică a satului Musina
     Bulgari (83,82%)
     Romi (11,76%)
     Nicio identificare (4,41%)
     Altele (0%)
La recensământul din 2011, populația satului Musina era de 204 locuitori. Din punct de vedere etnic, majoritatea locuitorilor (83,82%) erau bulgari, cu o minoritate de romi (11,76%). Pentru 4,41% din locuitori nu este cunoscută apartenența etnică.